# 遊戯銃の事件
遊戯銃の事件（ゆうぎじゅうのじけん）では遊戯銃に関連した事件の一例を示す。ただし事件とは通称であり、必ずしも法律上の事件として立件または決定されたものばかりではない。

## コンドルデリンジャー事件
1962年12月、東京都の玩具メーカー・コンドル工業は金属製玩具銃「コンドルデリンジャー」を発売し、2週間で1000丁余りを売り上げた。コンドルデリンジャーが1961年に発禁処分を受けた米国製玩具銃「ニコルスデリンジャー」に類似しているとの情報提供を受けた警視庁は検討の結果、コンドル工業に対して製造・販売の中止や販売済み製品の回収を要請した。コンドル工業は全ての要請に従ったが、警視庁は行政指導だけで終わりにせず、銃刀法違反容疑での捜査（検察からの意見で武器等製造法違反容疑での補充捜査も）に着手し、コンドルデリンジャーの銃砲性を鑑定するため、2回の実験を行った。1963年1月、警視庁は実験結果を基に、コンドルデリンジャーが銃刀法にいう銃砲に該当するとして、コンドル工業を武器等製造法および銃刀法違反容疑で東京地検に送致した。新宿簡易裁判所はコンドルデリンジャーの違法性を認め、罰金5万円の略式命令を下したが、コンドル工業はこれを不服として正式裁判の申し立てを行った。1965年12月7日の東京地裁による判決では、コンドルデリンジャーはその威力、性能、構造等からして社会通念上、人畜を殺傷する威力を具有するとは認め難いとの理由で無罪になったが、コンドル工業は事件の影響で業績が大幅に落ち、起訴後間もなく倒産した。違法な行政指導により損害を被ったとして、コンドル工業は東京都と国を相手取り1億円の賠償請求訴訟を提起した。1976年8月23日、東京地裁は行政指導が違法であったことを認めたものの、捜査過程は経験則に著しく反するものではなく、過失は認められないとしてコンドル工業の訴えを棄却した。

## おもちゃ狩り訴訟（おもちゃ狩り裁判）
1971年および1977年に行われた銃刀法改正によるモデルガン規制によりモデルガンの商品価値が毀損し、メーカーや愛好家は大きな打撃を受けた。1977年1月、モデルガンメーカーと愛好家有志で結成された原告団は国を相手取り、訴訟（通称「おもちゃ狩り訴訟」）を提起した。これは改正法のモデルガン規制部分に対し違憲性を争う訴訟であった。メーカーは「職業選択の自由」(憲法22条1)を、愛好家は「幸福追求権」(同13条)を主張した。1990年7月11日、東京地裁は原告の主張を退け、原告全面敗訴の判決を下した。判決で裁判所は「公共の福祉のため、規制の必要性は現に存在し、規制の内容には合理性がある」とした。1994年3月30日の上告審で、東京高裁は一審同様に原告全面敗訴の判決を下したが、経済的理由と泣き寝入り的諦めにより原告側が上告を断念したため、判決が確定した。1996年12月、主たる原告のMGCは業績悪化により解散している。なお、この訴訟自体に事件性は伴わないが、M92事件（後述）への影響が指摘されている。

## ウエスタンアームズM92事件
1978年3月、京都府警はモデルガンを自宅で改造・密売した暴力団員を逮捕した。改造されたモデルガンは1977年に国際産業が販売した鉄製高級モデルガン「ウィンチェスターM92」であったが、同品を鑑定した京都府警は、銃身内インサートが簡単に取り外せるM92はモデルガンを装った真正銃であると断定、捜査本部を設置し、同年5月に銃刀法違反容疑で販売元の国際産業、製造元のウエスタンアームズおよび217丁の加工・組立を請け負ったトヨ精密機械製作所、うち30丁の販売を行った日本MGC協会の社長ら7人を逮捕した。京都地裁はM92が真正銃に当たると認定した上で、MGC社長について「安全措置を講じるための数日間の所持は不法とは言えない」として勾留請求を却下し、また勾留請求却下に対する準抗告も棄却した。MGC社長は釈放されたが、国際産業およびウエスタンアームズの社長は一旦釈放された後、武器等製造法違反容疑で再逮捕された。逮捕された7人のうち、トヨ精密社長は武器等製造法違反で罰金20万円の略式命令を受けたが、他の6人は起訴猶予処分となった。M92が真正銃に当たるとの司法判断を受け、京都府警は所有者に対し提出を呼びかけるポスターを作製・配布した。一連の騒動はマスコミや国会でも取り上げられ、1978年10月に開かれた第85回国会参議院地方行政委員会において野党議員は「M92事件はおもちゃ狩り裁判で仲が悪くなった業界に対する警察の仕返しではないのか」との質疑を行っている。MGC社長は警察の捜査が不当であると主張し、京都府に対し1000万円の損害賠償を求める民事訴訟を提起した。

## ウエスタンショー改造銃事件
1984年4月、警視庁捜査四課と三鷹署は、モデルガンを大量に改造し、売却や実弾射撃を行っていたとして、アクション演技指導者らのグループ7人を銃刀法違反容疑で逮捕し、改造拳銃65丁、手製実包50発などを押収した。被疑者らは東京都新宿区のパブレストランで知り合い、店のウエスタンショーで小道具として使用していたABS樹脂製のリボルバー型モデルガンを改造することを計画。主犯格の2人が銃身内インサートの除去や鉄パイプでの補強などの改造を担当し、他の仲間に2万円前後で売却していた。また、散弾の火薬や鉛弾を利用して改造銃用の実包を手作りし、神奈川県や長野県の山中で実弾射撃を行っていた。暴力団の準構成員（逮捕された7人のうちの1人）が拳銃を持っているとの情報に基づき、入手ルートについて内偵捜査を続けた結果、今回の大量押収に至った。主犯格のアクション演技指導者は映画やドラマの演出に携わる傍ら、銃器専門誌にモデルガンの使用法やマナーに関する記事を寄稿しており、モデルガンの正しい扱い方を啓蒙すべき立場の人物による事件は遊戯銃業界に衝撃を与えた。この当時、テレビドラマ『太陽にほえろ!』などで小道具係であった別のグループも同様の容疑で検挙され、拠点であった東京都台東区の販売店も廃業している。

## コクサイM29事件
1986年2月、国際産業はエアソフトガンの新製品として蓄圧式カートリッジ（名称：ミラクルカートリッジ）を使用するABS樹脂製のリボルバー型エアソフトガン「M29パワーアップマグナム」を発売した。改造防止対策として分解不可能な樹脂製インナーバレル、打撃位置を中心からずらした偏心ハンマーノーズ、フレーム撃針孔の鉄製インサート、金属製モデルガンと同様に隔壁を持たないシリンダーなどが採用されていた。しかし既製品のモデルガンを基にインサートを外しただけの構造という製品であったこと、わずかに偏心しているとはいえカートリッジのプライマー相当部分を叩いてガスを放出する方式であったことから、安全対策は完全ではなかった。同年3月、警視庁は金属性弾丸が発射可能で殺傷力を有する真正銃と認定、銃刀法違反容疑で国際産業を家宅捜索し、製品735丁を押収した。この事件はマスコミにも大きく取り上げられ、写真週刊誌に当時の国際産業社長を犯罪者然と扱った記事（社長は実際には逮捕されていない）が掲載されるなど、エアソフトガンが危険な玩具であるとの認識が広まった。これは国際産業のみならず遊戯銃業界全体への打撃も大きかった。後日、カートリッジ方式をシリンダー全体を6発一体の蓄圧式マガジンとする対策品が少数発売された。これは警察へ任意提出したユーザーへの対応でもあった。その後、国際産業はリボルバー型のエアソフトガンについて、グリップ内にガスボンベを有する一般的な製品と同一の方式を採用することとし、蓄圧式カートリッジ製品を全面的に取り止めた。なお、現在でも当製品は真正銃に認定されているため所持は違法となるが、カートリッジのみの所持は特に問題ないため、販売禁止後もカートリッジだけはしばらくの間流通していた。

## アサヒM40事件
1992年7月、アサヒファイヤーアームズはエアソフトガンの新製品として蓄圧式カートリッジを使用するライフル銃型エアソフトガン「M40A1」を発売した。改造防止対策として前方（銃口側）から押してバルブを開放させる構造のカートリッジ、分解不可能な撃針を持たないボルト、スリットを入れて強度を落としたチャンバーなどが採用されていた。同年8月、民放の報道番組が海外でM40A1に.22LR弾を内包する特製アダプターを使用して発射実験を行い、殺傷能力を有すると報道した。当時の専門誌、同人誌では賛否両論の検証記事が誌面を賑わしており、「アダプター自体に撃発機能があればただの鉄パイプも実銃認定されるのでは」という意見もあった。発売から1年を経たころ、M40A1用の火薬入り改造カートリッジを所持していた愛好家が摘発されたことを機に、相当数の改造カートリッジが出回っていることを確認した警察庁はM40A1の銃砲性について鑑定を行った。1994年7月、警察庁はM40A1がコクサイM29パワーアップマグナムと同様に金属性弾丸が発射可能で殺傷力を有する真正銃に当たると認定し、販売禁止や回収、任意提出を命じた。以降、アサヒは蓄圧式カートリッジ製品の製造を全面的に取り止めた。なお、現在でも当製品は真正銃に認定されているため、所持は違法となる。

## 撮影用モデルガン摘発事件
1998年11月、東京都渋谷区のマンションでモデルガン愛好家が亜鉛合金製のリボルバー型モデルガンを不正に改造して所持していたとして警視庁に検挙され、懲役1年6か月、執行猶予3年の判決を受けた。このモデルガンは銃身、シリンダーともに改造防止インサートが全て除去されている状態だった。被告は自らが主催する撮影会でこのモデルガンを貸し出すなどしており、マグネシウム粉を詰めて発火させ、その火焔風で風船を割るなどの行為はしていたが、実際に弾を飛ばしてはいないとされた。被告は裁判で改造やこれらの事実は認めたものの、警視庁科学捜査研究所（科捜研）の鑑定で実弾発射可能な真正銃と認定されたことを不服として控訴した。科捜研では.22LR弾を内包できる真鍮製アダプターを製作し、さらに.22LR弾のリムに穴を開け、そこに平玉火薬1粒をセロテープで固定したものを撃発させた。この鑑定により本体より50ミリメートル (mm) 先の12 mm厚の杉板を3枚貫通し、殺傷能力ありと認定された。被告側の主張はそのようなアダプターを作成も使用もしていないことから、逮捕当時の状態では真正銃ではないとし、これが争点となった。1999年10月19日、東京高裁は「アダプターの使用や実包の改造は、通常の手入れまたは修理にとどまるものと解されるから、本件改造拳銃は銃刀法所定の「拳銃」に当たると認めるのが相当である」との判断を示し、被告の控訴を棄却した。

## 改造エアガン連続発砲事件
2005年9月26日未明、和歌山県の阪和自動車道で走行中の車が銃撃され、窓ガラスが割られる器物損壊事件が2件続けて発生した。同年10月6日に大阪府警南署に出頭し、覚醒剤取締法違反（共同所持）容疑で逮捕された住所不定、無職の男（当時25歳）が和歌山の事件について、「自分が運転し、発砲した」ことを認めた。事件の動機について被疑者は、「1件目は前の車にブレーキを踏まれて腹が立った」「2件目はトンネル内でゆっくり走っている車にいらついた」と供述した。その後の調べで犯行当時、被疑者の車には仲間の男3人が同乗しており、覚醒剤を使ったうえ、盗難車を乗り回して発砲を繰り返していたことが判明したため、仲間の男らも器物損壊や幇助の容疑で追送検された。また、被疑者は大阪府の阪神高速などで発生した複数の車両銃撃事件への関与も認めており、被疑者の車や自宅から金属弾を発射可能な改造エアソフトガン6丁が押収された。押収されたエアソフトガンは高威力に改造し易いことで知られるメーカーの製品で、全国で相次ぐ傷害事件や器物損壊事件に同製品が使用されていることが以前から確認されており、連続発砲事件と同時期に改造用部品の販売で収益を上げていた静岡県や千葉県、大阪府の業者が銃刀法違反（所持幇助）容疑で逮捕されている。警察庁は連続発砲事件を契機として銃刀法を改正し、エアソフトガンの威力の上限を定めた準空気銃規制を2006年8月21日に施行（6か月の経過措置期間の後、2007年2月21日に完全施行）した。

## タナカ カシオペア事件
2008年7月、タナカ はエアソフトガンの新製品「カシオペア」シリーズとしてS&W M500 8インチ、同 4インチ、コルトSAA 5インチ、同 4インチのカシオペアモデル4種を発売した。これらの製品は蓄圧式カートリッジを使用するABS樹脂製のリボルバー型エアソフトガンであった。新規機構のカシオペアモデルは日本遊戯銃協同組合の安全認証を得られなかったものの、コクサイM29やアサヒM40の前例を踏まえてメーカーとして徹底的に安全対策を施した上で発売された。しかし警視庁は、厚さ4 mmのベニヤ板を6枚貫通する程の殺傷能力があるとして真正銃と認定、製品の販売禁止および回収を命じた上、組合の認証を受けずに発売したことは悪質であるとして、同年12月に社長を逮捕した（同月中に保釈されている）。その後タナカはカシオペアシリーズの製造販売を全面的に取り止めた。なお、この事件に関しては、カシオペアの機構で発射できる特殊な構造の実包を製作して実験を行うといった警察の鑑定方法や、マスコミの報道内容に対して疑問の声が出ている。

## 警察官改造モデルガン所持事件
2010年4月、警視庁組織犯罪対策部5課は銃刀法違反の疑いで福岡県警捜査第一課の警部補（当時46歳）を逮捕、起訴した。被疑者は警察官という立場でありながら違法な改造拳銃を所持していた上、改造拳銃の写真を「自慢したい」との理由で2010年2月ごろからブログに掲載していたために犯行が発覚した。ブログに掲載していた改造拳銃は真鍮製高級モデルガン、六研ミリタリー&ポリスとみられている。警視庁は被疑者宅を家宅捜索し、さらに12丁のモデルガンを発見、警視庁の科捜研が鑑定したところ、うち11丁は殺傷能力がある改造拳銃と判明した。そのうちの6丁は被疑者が自身で改造したという。ただし実弾は所持していなかった。警視庁は11丁の鑑定結果を受け、被疑者を銃刀法違反で追起訴した。福岡県警監察官室の発表によると被疑者は事件発覚前から違法性は認識していたという。福岡県警は被疑者を懲戒免職処分とし、監督責任として捜査第一課長を本部長注意処分とした。起訴後の初公判で「平成11年ごろに雑誌を通じて知り合った知人から30万円で購入し、当初は銃腔が塞がれていたが、さらに別の知人に依頼し、30万円で銃腔の貫通した銃身に交換した」という起訴内容に対し、被告はその事実を全面的に認めた。福岡の事案を東京で立件するというインターネット時代の象徴的事件ともなった。2010年8月27日、東京地裁は被告に懲役3年、執行猶予5年（求刑懲役5年）の判決を言い渡した。裁判では被告が福岡県宗像市の自宅で改造拳銃など12丁を違法に所持したことを認定。判決理由では「人を殺傷する十分な威力があり危険。現職警察官にもかかわらず犯行に及んでおり、刑事責任は軽視できない」と指摘した。一方で鑑賞目的だったことや、懲戒免職処分を受けていることなどから執行猶予を付けたとしている。

## 老舗食品メーカー社長改造モデルガン所持事件
2013年5月、警視庁組織犯罪対策部5課と熊本県警は自宅に多数の改造拳銃などを隠し持っていたとして、銃刀法違反（加重所持）容疑で熊本市の老舗納豆製造会社会長兼社長（当時73歳）を逮捕した。被疑者は自室や倉庫などに拳銃1丁（タナカ カシオペアモデル）と改造拳銃85丁、実弾 (.22LR) 62発などを保管しており、警視庁の鑑定で1.2メートル (m) の距離から厚さ4 mmのベニヤ板を3枚から6枚程度貫通する威力があり、いずれも殺傷能力があることが確認された。押収された拳銃は.16口径から.45口径で、購入時は1丁14万円から15万円で購入したものもあった。これらの改造拳銃は金属製あるいはプラスチック製の本来発射機能がないモデルガンを基に、内径6 mm程度の金属パイプを取り付け.22LR弾を発射できるように被疑者自身が加工したものであった。被疑者は芝浦工業大学機械科出身で改造の技術を持ちえたとしている。調べに対し、被疑者は「西部劇を見て銃に興味を持ち、20歳代の頃からモデルガンを集めて改造していた。実弾は専門雑誌で情報を集め、20年ほど前に買った」と供述し、自宅倉庫で弾速を測りながらスチール缶などを標的にして撃っていたとしている。捜査関係者によると被疑者はマニア向け雑誌の投稿欄を通し、改造用の拳銃の部品を入手、実弾も雑誌に「売ります」と掲載されていたものだったという。この時押収された改造拳銃85丁は前年1年間の改造拳銃の押収数64丁を上回り、過去最大級の押収量となった。また、被疑者は熊本経済同友会の顧問や熊本商工会議所の副会頭も務めており、関係者に衝撃を与えた。

## ネットオークション模造拳銃販売事件
2020年7月、模造拳銃など99丁（オートマチック型の金属製エアソフトガンで、模造拳銃に該当するものが98丁、準空気銃に該当するものが1丁）を所持したとして、警視庁生活環境課は埼玉県の自営業の男（当時54歳）を銃刀法違反容疑で逮捕した。被疑者はネットオークションを通じて2016年9月以降、全国の延べ2200人に模造拳銃を販売し、約3500万円を売り上げていた。被疑者の顧客だった神奈川県や栃木県、東京都など1都4県の37歳から68歳の男12人も同容疑で書類送検されている。被疑者は摘発を逃れる狙いから、金属製エアソフトガンのスライド部分とフレーム部分を分離した簡易分解の状態で香港から輸入し、玩具銃部品として通関後、購入者に発送するまで簡易分解の状態で所持していた。「一部が分解された状態（部品状態）だったので、違法ではないと思った」と供述していたが、警視庁は簡易分解程度では部品とは認めず、模造拳銃所持容疑で摘発した。

## YouTuber改造モデルガン所持事件
2021年9月、殺傷能力のある改造拳銃などを所持したとして、警視庁は名古屋市の男（当時70歳）を銃刀法違反（複数所持、模造拳銃所持）容疑で逮捕した。被疑者は中学校の元教員で、ラジコン戦車の動画などを投稿するYouTuberとしてモデラーの間で知られていたが、改造拳銃を発砲してアルミ缶やビスケットを撃ち抜く動画を公開したところ、違法性を指摘するコメントが多数寄せられた。これらのコメントに対し被疑者は、「本体がプラスチック製で弾に威力が無いから違法ではない」「モデルガン規制のあり方について一石を投じたい」との持論を展開、自らを「令和のドン・キホーテ」と称していた。警視庁組織犯罪対策部5課によると、被疑者は2021年7月、自宅で改造拳銃8丁と模造拳銃2丁を所持した疑いがあり、改造拳銃は市販のプラスチック製モデルガンを自分で加工したと供述している。警視庁が検証した結果、ベニヤ板4枚を貫通する殺傷能力があるものも含まれていた。同年2月ごろ、YouTubeの動画を警視庁のサイバーパトロールが発見し、その後の捜査で被疑者の関与が浮上した。